# Palazzo di Charlottenlund
Il palazzo di Charlottenlund è un palazzo settecentesco di proprietà della famiglia reale danese non lontano da Copenaghen in Danimarca. 

## Storia

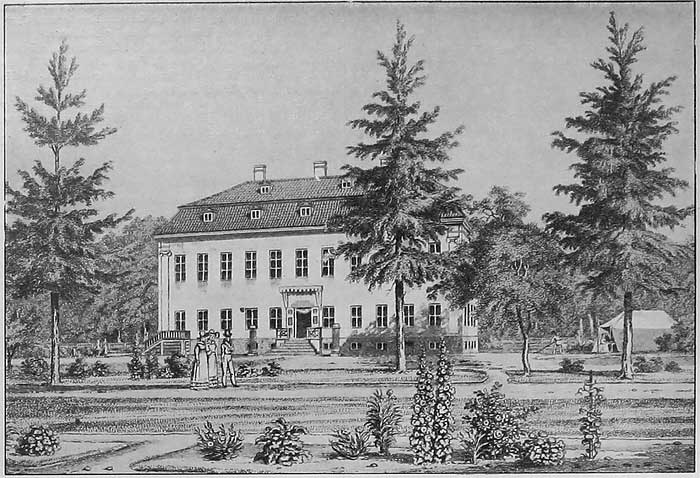
Il palazzo di Charlottenlund in un disegno del 1830 ad opera di Heinrich Gustav Ferdinand Holm.

Costruito in stile barocco tra il 1731 ed il 1733, originariamente esso aveva il nome di Gyldenlund e prese poi il nome di Charlottenlund dalla principessa Carlotta Amalia, figlia di Federico IV di Danimarca e sorella di Cristiano IV di Danimarca. Negli anni '80 dell'Ottocento il palazzo venne esteso e ricostruito dall'architetto Ferdinand Meldahl in stile rinascimentale francese, architettura che lo caratterizza ancora oggi.
I primi membri della famiglia reale ad abitarvi stabilmente furono il principe ereditario Federico di Danimarca e sua moglie Luisa di Svezia, e pertanto sia Cristiano X di Danimarca che Haakon VII di Norvegia nacquero in questo luogo. La regina madre Luisa visse al palazzo sino alla sua morte, avvenuta nel 1926. La famiglia reale continuò ad utilizzare il palazzo in maniera discontinua sino al 1935, consegnandolo poi all'associazione per la protezione della fauna dei mari che vi istituì l'attuale acquario di Danimarca.